# آدم فريتاخ
آدم فريتاخ (بالبولندية: Adam Freytag)‏ هو بروفيسور ومهندس قتالي ومهندس بولندي، ولد في 1608 في تورون في بولندا، وتوفي في 1650 في ليتوانيا.